# エレーナ・ボビナ
エレーナ・ボビナ（Elena Bovina, ロシア語: Елена Олеговна Бовина, 1983年3月10日 - ）は、ロシア・モスクワ出身の女子プロテニス選手。2004年の全豪オープン混合ダブルス優勝者である。自己最高ランキングはシングルス14位、ダブルス14位。WTAツアーでシングルス3勝、ダブルス5勝を挙げた。長身から繰り出すサービスとフォアハンド・ストロークを武器にする選手。身長189cm、体重72kg。右利き、バックハンド・ストロークは両手打ち。

## 来歴
ボビナは1998年から競技経歴を始め、2000年の全仏オープンから4大大会にデビューした。2001年から女子テニス国別対抗戦・フェドカップのロシア代表選手となる。この年は全仏オープンで3回戦に進出した後、10月末にダブルスで2週連続優勝を果たした。2002年、エレーナ・ボビナはシングルスとダブルスでそれぞれ年間2勝ずつを挙げ、全仏オープンの混合ダブルス部門でマーク・ノールズ（バハマ）と組んで準優勝し、全米オープンでベスト8に進出した。全仏の混合決勝では、ボビナとノールズはジンバブエのウェイン・ブラック&カーラ・ブラック組に 3-6, 3-6 で敗れた。全米オープンでのボビナは、2回戦で第5シードのエレナ・ドキッチに快勝して波に乗ったが、初めての準々決勝で第4シードのリンゼイ・ダベンポートに 6-3, 0-6, 2-6 の逆転で敗れた。
2003年、ボビナは年頭の全豪オープンで初めての4回戦進出を果たした後、日本の「東レ パン・パシフィック・オープン・テニストーナメント」のダブルス部門でレネ・スタブス（オーストラリア）とペアを組んで優勝した。2004年の全豪オープンで、エレーナ・ボビナは混合ダブルスでネナド・ジモニッチ（当時セルビア・モンテネグロ国籍）とペアを組み、リーンダー・パエス&マルチナ・ナブラチロワ組を 6-1, 7-6 で破り、初めての4大大会タイトルを獲得した。この年は8月に、アメリカ・コネチカット州ニューヘブンの「パイロット・ペン選手権」で女子ツアーのシングルス3勝目を挙げている。2005年4月4日付で、ボビナはシングルスの自己最高ランキング「14位」をマークし、全仏オープンで4回戦に進出したが、同じロシアのナディア・ペトロワに 5-7, 6-3, 4-6 のフルセットで敗れた。
ところが、2005年全仏オープン終了後からボビナは右肩の故障のためトーナメントに出場できなくなり、1年以上のブランクを余儀なくされた。2006年10月、故郷のロシア・モスクワで行われた「クレムリン・カップ」で1年4ヶ月ぶりに試合復帰を果たしたが、1回戦でイスラエルのシャハー・ピアーに 0-6, 2-6 で敗れた。
近年はランキングが下がり、女子ツアー下部大会でプレーしている。

## WTAツアー決勝進出結果

### シングルス: 6回 (3勝3敗)
| 大会グレード         |
| -------------------- |
| グランドスラム (0–0) |
| ティア I (0–0)       |
| ティア II (1–1)      |
| ティア III (2–1)     |
| ティア IV & V (0–1)  |

| 結果   | No. | 決勝日         | 大会           | サーフェス    | 対戦相手                       | スコア        |
| ------ | --- | -------------- | -------------- | ------------- | ------------------------------ | ------------- |
| 準優勝 | 1.  | 2001年4月7日   | エストリル     | クレー        | アンヘレス・モントリオ         | 6–3, 3–6, 2–6 |
| 優勝   | 1.  | 2002年5月12日  | ワルシャワ     | クレー        | ヘンリエッタ・ナギョワ         | 6–3, 6–1      |
| 優勝   | 2.  | 2002年9月22日  | ケベックシティ | ハード (室内) | マリー＝ガイアネ・ミカエリアン | 6–3, 6–4      |
| 優勝   | 3.  | 2004年8月28日  | ニューヘイブン | ハード        | ナタリー・ドシー               | 6–2, 2–6, 7–5 |
| 準優勝 | 2.  | 2004年10月3日  | ハッセルト     | ハード (室内) | エレーナ・デメンチェワ         | 6–0, 0–6, 4–6 |
| 準優勝 | 3.  | 2004年10月31日 | リンツ         | ハード (室内) | アメリ・モレスモ               | 2–6, 0–6      |

### ダブルス: 8回 (5勝3敗)
| 結果   | No. | 決勝日         | 大会           | サーフェス        | パートナー             | 対戦相手                                    | スコア        |
| ------ | --- | -------------- | -------------- | ----------------- | ---------------------- | ------------------------------------------- | ------------- |
| 優勝   | 1.  | 2001年10月21日 | ブラチスラヴァ | ハード (室内)     | ダヤ・ベダノワ         | ナタリー・ドシー メイレン・ツー             | 6–3, 6–4      |
| 優勝   | 2.  | 2001年10月28日 | ルクセンブルク | ハード (室内)     | ダニエラ・ハンチュコバ | ビアンカ・ラメード パティ・シュナイダー     | 6–3, 6–3      |
| 優勝   | 3.  | 2002年4月14日  | エストリル     | クレー            | ゾフィア・グバチ       | バーバラ・リットナー マリア・ベント＝カブチ | 6–3, 6–1      |
| 準優勝 | 1.  | 2002年4月21日  | ブダペスト     | クレー            | ゾフィア・グバチ       | カトリン・バークレー エミリー・ロワ         | 6–4, 3–6, 3–6 |
| 準優勝 | 2.  | 2002年5月5日   | ボル           | クレー            | ヘンリエッタ・ナギョワ | タチアナ・ガルビン アンジェリク・ウィジャヤ | 5–7, 6–3, 4–6 |
| 優勝   | 4.  | 2002年10月20日 | チューリッヒ   | カーペット (室内) | ジュスティーヌ・エナン | エレナ・ドキッチ ナディア・ペトロワ         | 6–2, 7–6(2)   |
| 優勝   | 5.  | 2003年2月2日   | 東京           | カーペット (室内) | レネ・スタブス         | リサ・レイモンド リンゼイ・ダベンポート     | 6–3, 6–4      |
| 準優勝 | 3.  | 2003年8月10日  | ロサンゼルス   | ハード            | エルス・カレンズ       | マリー・ピエルス レネ・スタブス             | 3–6, 3–6      |

## 4大大会シングルス成績
略語の説明
| W | F | SF | QF | #R | RR | Q# | LQ | A | Z# | PO | G | S | B | NMS | P | NH |

W=優勝, F=準優勝, SF=ベスト4, QF=ベスト8, #R=#回戦敗退, RR=ラウンドロビン敗退, Q#=予選#回戦敗退, LQ=予選敗退, A=大会不参加, Z#=デビスカップ/BJKカップ地域ゾーン, PO=デビスカップ/BJKカッププレーオフ, G=オリンピック金メダル, S=オリンピック銀メダル, B=オリンピック銅メダル, NMS=マスターズシリーズから降格, P=開催延期, NH=開催なし.
| 大会           | 2000 | 2001 | 2002 | 2003 | 2004 | 2005 | 2006 | 2007 | 2008 | 2009 | 2010 | 2011 | 2012 | 通算成績 |
| -------------- | ---- | ---- | ---- | ---- | ---- | ---- | ---- | ---- | ---- | ---- | ---- | ---- | ---- | -------- |
| 全豪オープン   | A    | 1R   | 1R   | 4R   | 2R   | A    | A    | 1R   | A    | LQ   | LQ   | LQ   | A    | 4–5      |
| 全仏オープン   | 1R   | 3R   | 1R   | 2R   | 3R   | 4R   | A    | A    | A    | LQ   | LQ   | A    | A    | 8–6      |
| ウィンブルドン | LQ   | 2R   | 2R   | 2R   | 2R   | A    | A    | A    | A    | A    | LQ   | A    | A    | 4–3      |
| 全米オープン   | LQ   | 1R   | QF   | 1R   | 3R   | A    | A    | A    | LQ   | LQ   | LQ   | A    | LQ   | 6–4      |

※: 2004年ウィンブルドンの不戦敗は通算成績に含まない